# 伊丹南口駅
伊丹南口駅（いたみみなみぐちえき）は、兵庫県川辺郡伊丹町（現伊丹市）と園田村（現尼崎市）の境界付近に存在した駅（廃駅）である。川辺馬車鉄道の駅として開設され、後身の摂津鉄道でも存続したが、阪鶴鉄道による改軌時に廃止された。現在のJR福知山線の伊丹駅と猪名寺駅の間に当たる。

## 歴史
- 1891年（明治24年）9月：川辺馬車鉄道の長洲 - 伊丹間開業時に伊丹南口停車場（中間駅）として開業[1]。軌間1067 mm。
- 1893年（明治26年）12月：川辺馬車鉄道が摂津鉄道に譲渡される。軌間が762 mmに変更（改軌）される。列車の停止が中止される[4]。
- 1894年（明治27年）3月：摂津鉄道の駅として再開業[4][5]。
- 1897年（明治30年）
  - 2月：阪鶴鉄道の駅となる[6]。
  - 12月：軌間が1067 mmに変更（改軌）された際に、廃止。当時の伊丹町議会が 阪鶴鉄道への復活請求を決議したが、受け入れられず[2]。

## 現状
明治時代に発行された大日本帝国陸地測量部地図「塚口」には、摂津鉄道の線路が江戸時代以前から存在する有馬街道(大坂道、湯山街道)と交差する地点に駅が描かれている。
現在、JR福知山線と有馬街道の交点には伊丹南口踏切がある。駅が街道との交点に設置されていたため、街道と交わる踏切の名称も駅と同じ伊丹南口とされ、駅の廃止後も残ったと考えられる。かつてそこに伊丹南口駅が存在したことを示す、数少ない証である。

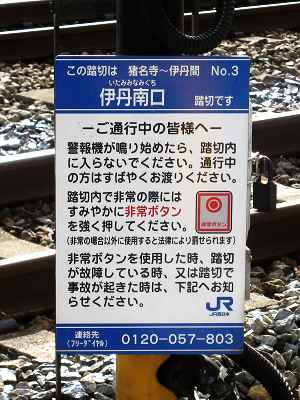
伊丹南口踏切（2013年1月）